# Kabel-Multiplex- und Compression-Center

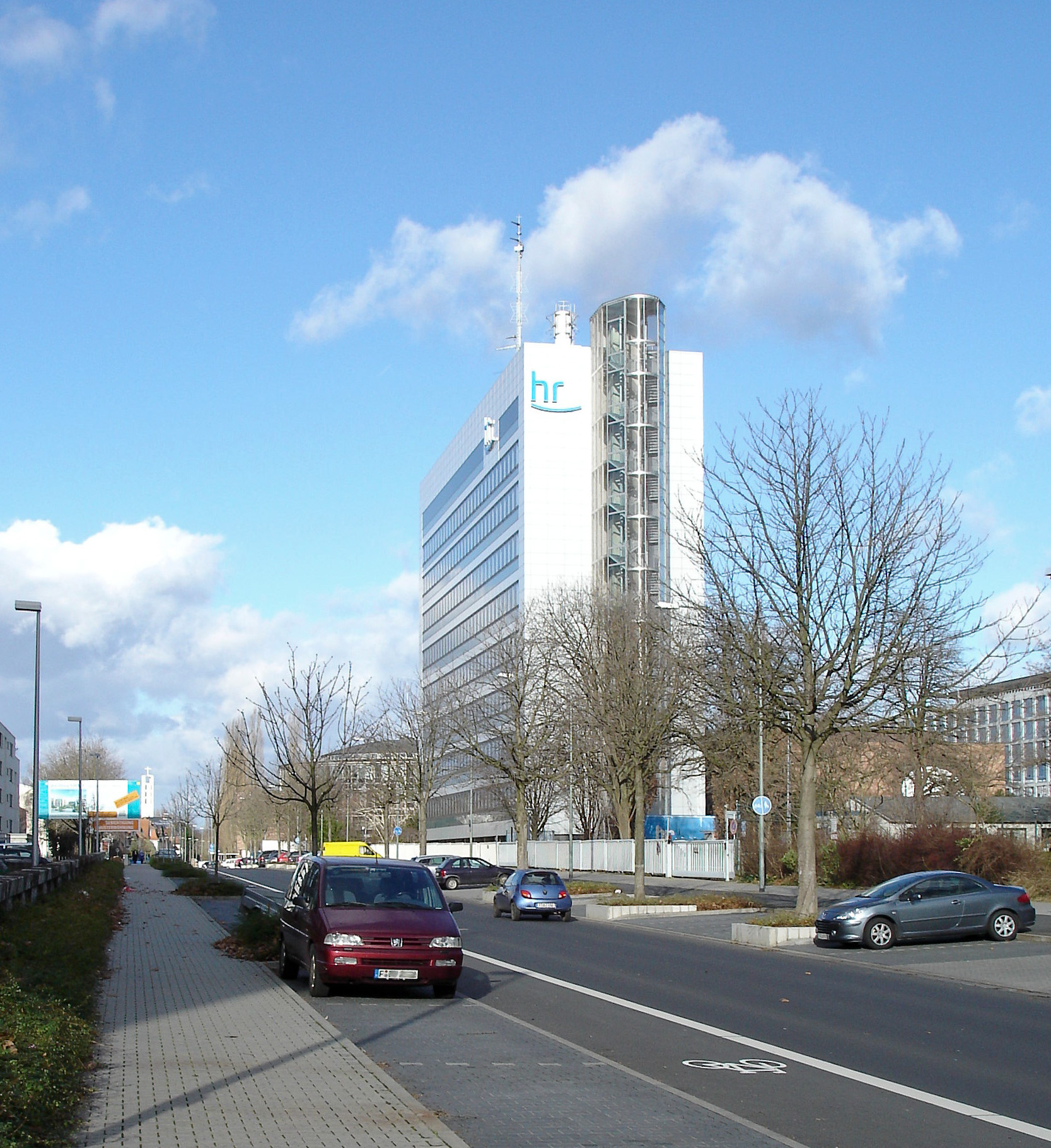
Gelände des HR in Frankfurt am Main

Das Kabel-Multiplex- und Compression-Center (KCC; auch  Kabel Compression Center) ist ein von der ARD betriebener alternativer Zuführungsweg für digitale Fernsehprogramme, bei dem die Signale nicht wie üblich per Satellit, sondern über IP-Multicast an die Kabelnetzbetreiber übertragen werden.

## Übertragungsweg
Das KCC wird seit dem 26. Mai 2008 auf dem Gelände des Hessischen Rundfunks in Frankfurt am Main betrieben, wodurch der bereits zuvor dort ansässige ARD-Stern aufgerüstet wurde. Als Übergabepunkt in die Kabelnetze wurde der Dienstleister ancotel (heute Equinix) gewählt, da alle großen Kabelnetzbetreiber bereits über eine Anbindung an deren Colocation- und Interconnection-Einrichtungen verfügten.
Um eine Ausfallsicherheit zu gewährleisten, kommen redundante Kabelwege sowie ausfallsichere Stromversorgung und Klimatisierung zum Einsatz, wodurch die Ausfallzeit selbst bei einem Kabelbruch unter einer Sekunde betragen soll.

## Nutzung durch Kabelnetzbetreiber
Die Kabelnetzbetreiber Unitymedia und Kabel BW nutzen den Übertragungsweg bereits seit dem Monat seiner Einrichtung, auch NetCologne übernahm ihn noch im gleichen Jahr.